# Stade Charles Tondreau
Das Stade Charles Tondreau ist ein Fußballstadion in der belgischen Stadt Mons der Provinz Hennegau, Wallonien. Der  Fußballverein RAEC Mons trug von der Eröffnung 1910 bis zu seiner Auflösung 2015 in der Anlage seine Heimpartien aus. Derzeit bietet das Stadion Platz für 12.662 Besucher (8.662 Sitz- und 4.000 Stehplätze) auf den vier Tribünen.

## Geschichte
Nach der Gründung des Vereins durch René Tondreau, Maurice Van Pel, Henri Lebailly und Fernand Courtois; pachtete man im Mai 1910 ein Grundstück von einem Hektar an der heutigen Avenue du Tir. Am 25. September des Jahres wurde dann die Spielstätte des Vereins vor 300 Zuschauern eingeweiht.
Zurzeit befindet sich das Stadion mitten in der Umbauphase. Zuerst wurde eine moderne Haupttribüne mit V.I.P.-Logen und Business-Sitzen errichtet; darauf folgte eine neue Hintertortribüne. Beide Ränge sind komplett mit Sitzen bestuhlt. Die Gegentribüne ist mit offenen Steh- wie überdachten Sitzplätzen ausgestattet. Die zweite Hintertortribüne ist unüberdacht und besitzt nur Stehplätze mit Wellenbrechern. Wann die beiden alten Ränge Neubauten weichen müssen und die Renovierung fortgesetzt wird; steht noch nicht fest. Hinter der Haupttribüne liegen drei Fußballfelder für Trainingszwecke. 
Jährlich wird in der Stadt Mons das Fest Ducasse de Mons gefeiert. Während der mehrtägigen Feier findet das internationale Militärmusik-Festival Festival International des Musiques militaires de Mons (FIMM) u. a. im Stade Charles Tondreau statt. Erstmals fand dies 1961 statt und ist nach dem Edinburgh Military Tattoo das zweitgrößte Festival seiner Art in Europa.
Im Februar 2015 ging der RAEC Mons in die Insolvenz. Am 1. Juli des Jahres fusionierte der Verein mit dem Royale Union Sportive Genly-Quévy. Der neue Club zog in das Stade Charles Tondreau um und nahm den Namen Royal Albert Quévy-Mons (RAQM) an.